# The Raconteurs
The Raconteurs (v Austrálii označovaná jako The Saboteurs) je americká rocková superskupina, kterou tvoří Jack White (The White Stripes a The Dead Weather), Brendan Benson, Jack Lawrence (The Greenhornes, Blanche a The Dead Weather) a Patrick Keeler (také The Greenhornes).

## Diskografie
Studiová alba
- Broken Boy Soldiers (2006)
- Consolers of the Lonely (2008)
- Help Us Stranger (2019)

Singly
- „Steady, As She Goes“ (2006)
- „Hands“ (2006)
- „Broken Boy Soldier“ (2007)
- „Salute Your Solution“ (2008)
- „Many Shades of Black“ (2008)
- „Old Enough“ (2008)
- „Consoler of the Lonely“ (2008)